# Оуэн, Логан
Логан Оуэн (англ. Logan Owen; род. 25 марта 1995 в Бремертоне, округ Китсап, штат Вашингтон, США) — американский профессиональный шоссейный велогонщик, выступающий за команду мирового тура EF Pro Cycling.
Оуэн начал заниматься велоспортом в раннем детстве. Уже в возрасте пяти лет он тестировал первые титановые рамы BMX велосипеда компании Redline. В 2014 году он вошёл в состав профессиональной команды Bissell Development Team, которой в то время руководил Аксель Меркс. В 2016 году Оуэн стал победителем велогонки Льеж — Бастонь — Льеж среди велогонщиков до 23-х лет. С 2018 года Оуэн стал выступать за профессиональную команду EF Education First-Drapac p/b Cannondale.
Логан Оуэн был женат на велогонщице Хлои Дагерт. Они познакомились в 2015 году и год спустя сыграли свадьбу, однако в январе 2020 года пара развелась.

## Достижения

### Велокросс
2004—2005
 — Чемпион США U19
2005—2006
 — Чемпион США U19
2006—2007
 — Чемпион США U19
2007—2008
 — Чемпион США U19
2008—2009
 — Чемпион США U19
2009—2010
 — Чемпион США U19
2011—2012
 — Чемпион США U19
2012—2013
 — Чемпион США U19
Cyclo-cross Namur U19
2013—2014
 — Чемпион США U23
2014—2015
 — Чемпион США U23
2-й на Чемпионат Панамерики

### Шоссе
2013
 Чемпион США — групповая гонка U19
2-й на Велогонка Мира U19
4-й на Чемпионат мира — групповая гонка U19
2014
8-й на Париж — Рубе U23
2015
3-й этап Тур Юты
2016
Льеж — Бастонь — Льеж U23
2017
Вольта Алентежу
6-й в генеральной классификации
4-й этап